# 心中的花
《心中的花》是动画电影《梦回金沙城》的主题曲，于2010年6月29日作为单曲在内地各大音乐网站(酷狗音乐、新浪乐库等)上率先发行。并在电影上映之前发布了本单曲的MV。

## 主创
- 作词人：苏晓虹
- 作曲人：施佳阳
- 编曲人：施佳阳
- 演唱者：韩雪
- 制作人：施佳阳
- 录音：薛武
- 总监制：陈德明、苏晓虹
- 录音棚：上海电影技术厂音乐棚

## 概要
本单曲是参照电影《梦回金沙城》而创作，具有浓厚的中国风。

## 引用
穿越千年的相遇 那是我们的故事 回到梦的 梦的 故土 展开了 展开心灵的翅膀